# Beutepanzer

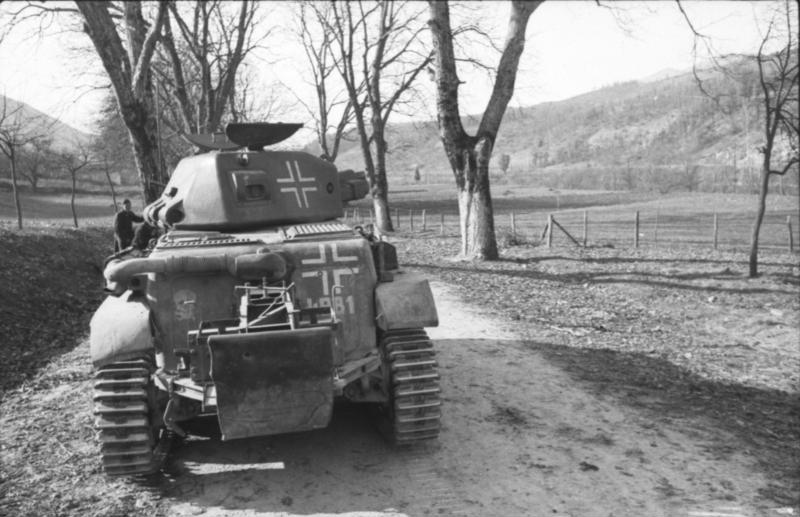
Char de combat français Hotchkiss H-39 de la Wehrmacht en Yougoslavie en 1941.

Beutepanzer (étym. « blindé de prise ») est le nom générique donné par les Allemands pendant la Première et la Seconde Guerre mondiale aux véhicules blindés, principalement des chars d'assaut, capturés à l'ennemi, afin de les étudier ou de les remettre en service au sein de leurs propres forces armées.

## Étymologie
Ce terme est formé des mots allemands Beute (proie ou butin en allemand, même racine que le mot français butin) et Panzer (blindé).

## Première Guerre mondiale

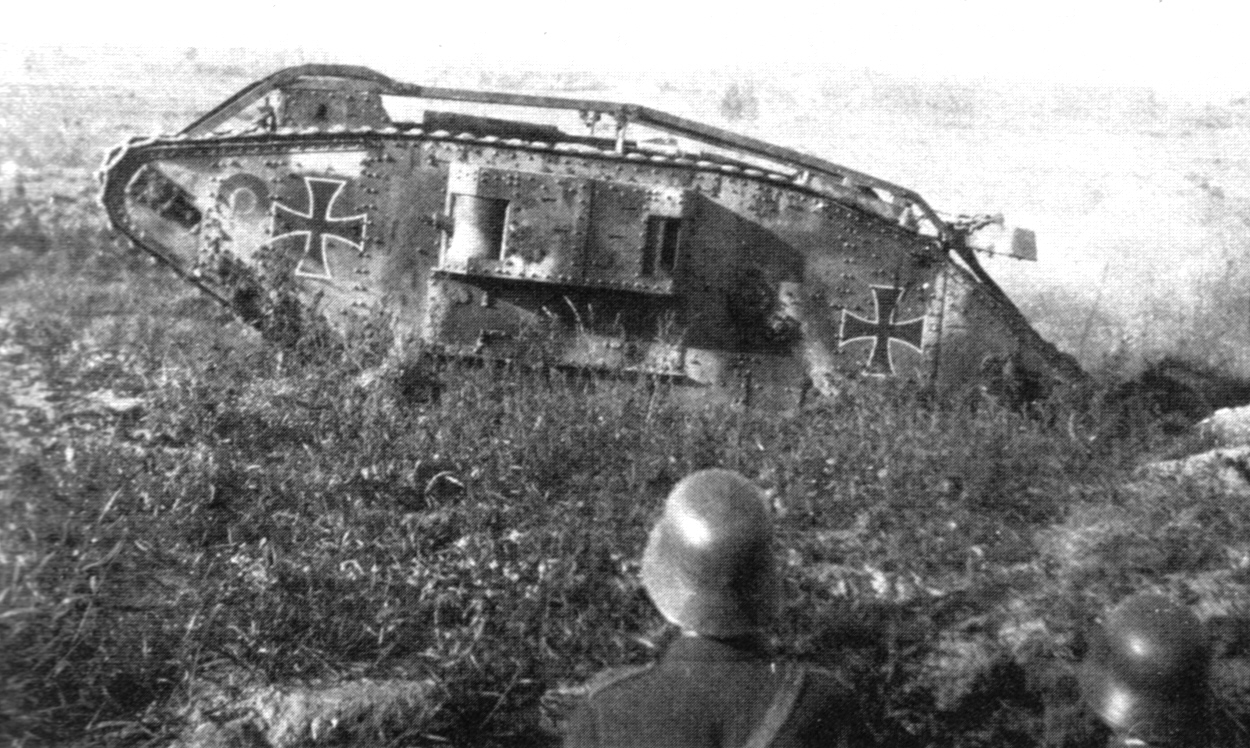
Un Mark IV femelle avec le marquage des Forces armées de l'Empire allemand en 1918.

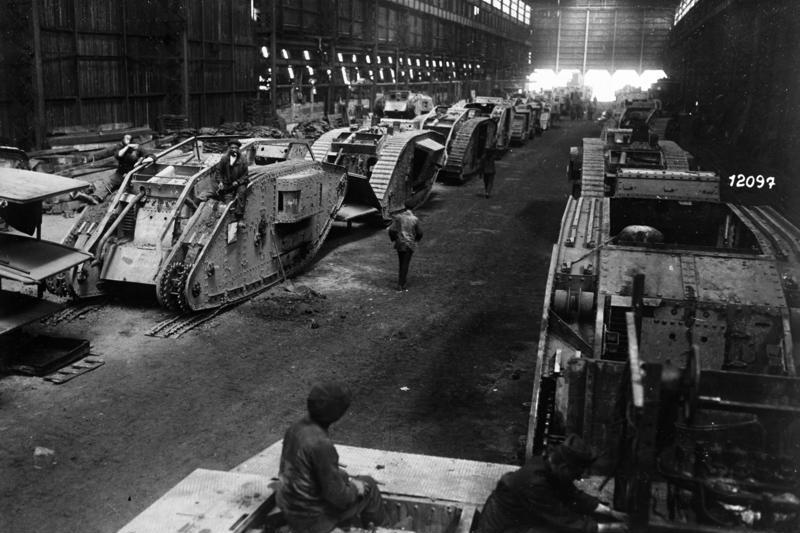
Atelier de réparation de chars allemands avec une douzaine de Mark IV à Charleroi en Belgique, en 1918. C'est un des éléments du parc automobile de l’armée bavaroise no 20 chargés de l'entretien des chars et camions à chenilles allemands et pour la restauration des chars ennemis capturés sur le front de l'Ouest.

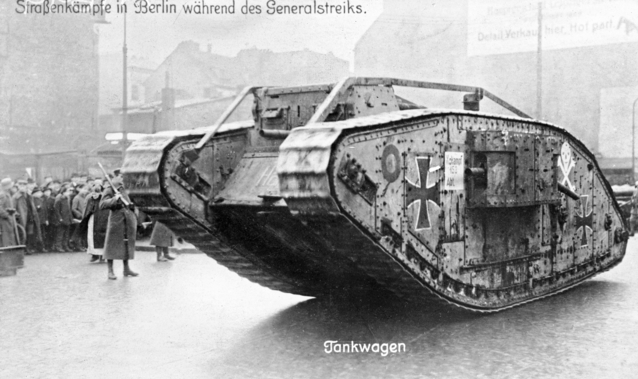
Char britannique Mark IV capturé par l'Allemagne et utilisé par la République de Weimar pour combattre la révolte spartakiste de Berlin de 1919. Le texte allemand dit combats de rue à Berlin durant la grève générale.

Le char de combat a été conçu par les Alliés français et britanniques durant la Première Guerre mondiale pour percer les lignes allemandes. Le secret de cette nouvelle arme a été préservé le plus longtemps possible. Ainsi, les Britanniques les désignaient tanks (réservoirs) afin de dissimuler aux espions allemands à quoi allaient réellement servir les milliers de plaques d’acier utilisées pour leur fabrication. Lorsque ces engins sont apparus sur le front en 1916, ce fut une complète surprise pour les Allemands qui n’avaient rien d’équivalent à leur opposer. Seuls des tirs directs d’artillerie parvenaient à les détruire. Cependant ces engins encore primitifs souffraient de nombreuses pannes, et un grand nombre de tanks britanniques (le plus souvent des Mark IV) tombèrent intacts aux mains des Allemands. Ceux-ci lancèrent leur propre programme de fabrication de char d'assaut (les A7V). Dans l’immédiat, les blindés capturés furent repeints aux couleurs allemandes (camouflage et marques de nationalité « croix de fer » noire) et ceux réutilisés au front rassemblés en escadrons nommés divisions de chars lourd au sein du Schwere Kampfwagen-Abteilung (de). Fin septembre 1918, ces unités rassemblaient 35 blindés déclarés prêts au combat dans sept escadrons sur 170 en état de marche, soit plus que les blindés de production nationale : seulement 20 ou 21 A7V avaient été construits dont 15 étaient dans trois escadrons au front.
Parmi les chars alliés capturés par les Allemands, au moins quinze sont des Mark A Whippet, dont deux en état de marche. Ils ont été conservés exclusivement pour des tests et à des fins d’entraînement pendant la guerre, mais l’un d’entre eux a été utilisé par la suite par le corps franc au cours de la révolution allemande de 1918-1919. Les Allemands leur ont donné le nom de Beutepanzer A.

## Seconde Guerre mondiale
C'est durant la Seconde Guerre mondiale que ce terme a eu la plus large utilisation. On distingue trois types de Beutepanzer.

### Véhicules simplement étudiés
Ils livrent des renseignements importants sur les avancées technologiques de l’ennemi, et l’étude de leur blindage permet de mettre au point des armes plus efficaces capables de le percer.
En octobre 1940, l'État-major de l'armée de terre ordonnait à toutes les unités terrestres, pour chaque type de blindé ou autre véhicule capturé, d’en expédier deux exemplaires à Berlin pour étude par les services techniques Heereswaffenamt (HWA).

### Véhicules remis en service dans la Wehrmacht
À partir de 1942, les Allemands commencèrent à combattre en infériorité numérique face aux Alliés sur tous les fronts. Les matériels arrivaient d'Allemagne en quantité toujours insuffisante. Les troupes allemandes utilisèrent donc tous les véhicules ennemis qu'elles capturaient en état de marche, ou réparables sur place. Ceci concernait aussi bien les véhicules non blindés (automobiles, camions, semi-chenillés) que les blindés. Afin d'éviter les tirs fratricides, des marques de nationalité allemandes (la croix noire dite croix grecque ou Balkenkreuz) y étaient peintes. Elles étaient souvent de plus grandes dimensions et à davantage d'emplacements que sur les véhicules de fabrication allemande. En effet la silhouette des engins ennemis, notamment les chars d’assaut, était bien connue des unités antichars allemandes, qui tiraient à vue.

Plus rarement, lorsqu’on avait le temps et les moyens (peinture), l'engin recevait un camouflage allemand réglementaire.

Des documentations techniques en allemand furent rédigées pour que les troupes allemandes puissent effectuer l’entretien de ces matériels. Lorsque ces engins se révélaient assez efficaces sur un plan militaire, et qu’un ravitaillement régulier en carburant adapté à leurs moteurs, en munitions du bon calibre et en pièces de rechange pouvait être assuré, les engins ex-ennemis devenaient une partie intégrante de la Wehrmacht.

Leur rôle dépassa largement celui d’un simple appoint. Le Deutsches Afrikakorps (D.A.K.) du maréchal Erwin Rommel, qui combattait en Afrique du Nord avec un ravitaillement toujours insuffisant parvenant d’Europe, a compté jusqu’à 85 % de véhicules pris à l’ennemi dans son parc automobile.

### Véhicules modifiés
La machine de guerre nazie ne pouvait entretenir son énorme effort de guerre qu'en consommant les ressources des pays et régions dont elle s'était emparée successivement.

À plusieurs reprises, les engins capturés dans les usines et les dépôts de matériel de l’ennemi, parfois intacts et en grand nombre, furent renvoyés en usine pour être modifiés et adaptés au besoin de la Wehrmacht, par l’adjonction de blindage supplémentaire ou le remplacement de l’armement d’origine par un armement allemand, afin de simplifier le ravitaillement. En effet, la plupart du temps les calibres allemands et français ou britanniques n’étaient pas les mêmes.
Ainsi, à l’issue de la campagne de France de mai-juin 1940, les Allemands récupérèrent 691 blindés britanniques, dont environ 350 étaient susceptibles d’être réutilisés. Cependant un ravitaillement suffisant en munitions ne pouvait être assuré pour les plus grands véhicules. Pour pouvoir  les réutiliser, certains châssis furent transformés en transports de munitions ou blindés d'observation. D'autres reçurent un nouvel armement allemand, et devinrent ainsi des automoteurs d’artillerie ou des chasseurs de chars. Les véhicules trop endommagés pour être réparés furent « cannibalisés » pour fournir des pièces de rechange aux autres.
La transformation de véhicules français capturés était la spécialité du Baukommando Becker.

### Fabrication poursuivie sous le contrôle allemand
Dans de plus rares cas, les usines de blindés sont tombées intactes aux mains des Allemands. Cela leur a permis de poursuivre la production pour leur propre compte.
- C'est le cas de l'Autriche lors de l'Anschluss en 1938, mais surtout de la Tchécoslovaquie en 1939, dont l'industrie d'armement était très réputée pour la qualité de ses fabrications.
- Ce fut aussi le cas des usines situées dans le nord de l'Italie en 1943.
- Sur le front de l'Est, au printemps 1943 une unité blindée de la Waffen-SS occupait une usine de tracteurs située à Kharkov, en Ukraine, et convertie en usine de chars T-34. Les SS continuèrent la production de ces chars, qui équipèrent par exemple le détachement no 2 de chasseurs de chars de la 2e division SS « Das Reich ».

## Désignation officielle
Les services techniques attribuaient à chaque modèle utilisé en grand nombre une désignation officielle. Celle-ci était composée d'un numéro d'engin allemand : Sonderkraftfahrzeug non attribué à un engin allemand, suivi d'une lettre entre parenthèses qui indiquait le pays d'origine :
- (a) désignant les matériels américains capturés à partir de 1942 en Afrique du Nord et 1943 en Europe.
- (e) désignant les matériels britanniques (e pour « England ») capturés en France en juin 1940, puis en Afrique du Nord en 1941-1942.
- (f) désignant les matériels français capturés en juin 1940.
- (i) désignant les matériels italiens saisis en 1943, à la chute du régime fasciste de Benito Mussolini.
- (p) désignant les matériels polonais saisis en 1939.
- (r) désignant les matériels soviétiques (r pour « Rußland ») capturés à partir de juin 1941 sur le front de l'Est.
- (t) désignant les matériels tchèques saisis en 1938.

Parfois la désignation de l'engin était fort complexe, lorsque des transformations avaient été apportées : par exemple, un canon tchèque monté sur un châssis français, un canon soviétique sur un châssis tchèque, etc. Chacun des éléments conservait la lettre de son pays d’origine.

## Liste des principaux Beutepanzer utilisés par laWehrmachtentre 1939 et 1945

### Tchécoslovaquie

#### Char de combat Skoda LT vz 35
Désignation allemande : Panzerkampfwagen 35(t). Ces chars, issus des usines Škoda, participèrent à l'invasion de la Pologne en septembre 1939, puis de la France en mai 1940, et de l'Union soviétique en juin 1941. L'hiver 1941-1942, le plus froid depuis vingt ans, leur fut fatal. En effet, leurs servocommandes à air comprimé (freins, transmission et mécanisme de direction) avaient tendance à geler. Ce char désormais dépassé fut donc retiré du service, et les châssis utilisés comme tracteurs d'artillerie lourde (mortiers de 210 mm) et pour le ravitaillement des unités blindées.

#### Char de combat ČKD LT vz 38
Désignation allemande : Panzerkampfwagen 38(t). Initialement produit par ČKD, plus de 1 400 exemplaires de cet excellent blindé furent produits sous contrôle allemand entre 1939 et 1942. Les forces blindées qui envahissent la France en mai 1940 comptaient 25 % de chars Panzerkampfwagen 38(t), ce qui est considérable. Avec leur canon de 38 mm, ils étaient mieux armés que les Panzer I (2 mitrailleuses de 7,92 mm) et Panzer II (1 canon de 20 mm) de fabrication allemande. Ils atteignirent leurs limites lors de l'invasion de l'Union soviétique en juin 1941 : leur blindage et leur armement ne faisaient plus le poids face aux chars soviétiques comme l'excellent T-34. Ils disparurent donc du rôle de char de combat de première ligne, au profit de chars allemands plus lourds, Panzer III et Panzer IV. Cependant leur châssis d'une grande fiabilité mécanique servit de base à de nombreux véhicules blindés à usage spécial : chasseur de chars, artillerie lourde ou antiaérienne.

#### Autres véhicules blindés dérivés du Panzerkampfwagen 38(t)
- Panzerjäger 38 (t) 76,2 mm PaK 36 (r) Marder III (SdKfz 139). Dérivé du précédent, c'est un chasseur de chars armé d'un tube soviétique KF 296 de 76,2 mm, rechambré pour pouvoir tirer les munitions allemandes[8]. On en construisit 344[9].

Une version ultérieure (Ausf. M) était armée d'un canon allemand PaK 40 de 75 mm, avec une casemate situé à l'arrière qui apportait une protection un peu meilleure à l'équipage, notamment sur les côtés, quoiqu'elle demeure dépourvue de toit. Extérieurement, il ressemblait beaucoup au 75 mm PaK L/48 auf Gw. Lorraine Schlepper, ou Marder I (SdKfz 135), autre chasseur de chars mais cette fois sur un châssis français (voir ci-dessous).
- Schweres Infanteriegeschütze 33/1 Auf.Gw.3 Bison. C'est un canon de 150 mm automoteur sur châssis de Panzerkampfwagen 38(t).

- Flakpanzer 38(t). Toujours sur châssis de Panzerkampfwagen 38(t), c'est un char anti-aérien avec un tube de 20 mm 2-cm Flak 30 L/55. Le canon était monté à l'arrière du véhicule, dans une casemate à ciel ouvert trop faiblement blindée qui offrait une médiocre protection aux servants[10].

- Jagdpanzer 38(t). Ultime développement sur châssis de Panzerkampfwagen 38(t), c'est un chasseur de chars à casemate entièrement fermée et blindage incliné, comme le Jagdpanzer IV et le Jagdpanther. Il est plus communément connu sous le nom de Hetzer. Il est armé du canon PaK 39 L/48 de 75 mm du Panzer IV, démuni de frein de bouche pour augmenter la vitesse initiale de l'obus et protégé par le masque Saukopf (groin de cochon) conçu pour le Sturmgeschütz III. Pour supporter l'accroissement de poids, la suspension est modifiée, l'empattement élargi, et la puissance du moteur (un Praga 6 cylindres en ligne) est portée à 158 CV. Il fut conçu en 1943 et à partir de décembre 1943 sa production supplanta toutes les autres versions sur châssis de Panzerkampfwagen 38(t). En moins de douze mois il sera produit à 2 387 exemplaires et restera dans les mémoires comme un chasseur de chars particulièrement efficace grâce à sa silhouette étudiée pour le combat d'embuscade que les Allemands pratiquaient systématiquement dans les derniers mois de la guerre[11].

#### Autres modèles
- Char léger ČKD-Praga LT-H (de), désignation allemande : Panzerkampfwagen 39(t).
- Chenillette Praga T-33 (de), employé comme transporteur blindé et tracteur.

### France

#### Chars Renault
- Char d'accompagnement d'infanterie Renault FT, désignation allemande : SdKfz 730 (f).

Ce minuscule char, vétéran de la Première Guerre mondiale, ne fut jamais envoyé en combat en première ligne par la Wehrmacht. Celle-ci l'employa dans les pays occupés, par exemple à la garde des bases aériennes de la Luftwaffe ou la lutte contre les partisans. Il fut souvent réarmé avec une mitrailleuse allemande Maxim 08/15 de 7,92 mm, elle aussi vétéran de la Grande Guerre. Souvent, le patin arrière était conservé, alors qu’il n’avait plus aucune utilité depuis l’Armistice du 11 novembre 1918. En effet, il servait autrefois d’appui au char pour grimper hors des tranchées dans lesquelles il pouvait tomber.
- Char d’accompagnement d’infanterie Renault R35, désignation allemande : PanzerKampfwagen 35R (f), le R servant à les distinguer des Somua S-35.

Les 300 exemplaires saisis par les Allemands furent remis en service. Comme pour le SOMUA S35, le tourelleau bombé du chef de char était remplacé par un tourelleau plat à deux trappes. Parfois même le patin de queue (héritage de son prédécesseur Renault FT) était conservé. Ces chars trop petits et armés seulement d’un canon de 37 mm ne pouvaient être envoyés en première ligne. Ils servirent à la surveillance des pays occupés, principalement dans les Balkans, en Grèce et en Yougoslavie contre les partisans communistes de Josip Tito.
- Panzerjäger auf PzKpfw 35R (f).

Ce chasseur de chars, basé sur le châssis du Renault R35, était armé d'un canon tchèque de 47 mm L/43, désigné PaK 36(t) par les Allemands, comme le Panzerjäger I, chasseur de chars léger sur châssis de Panzer I. Une soixantaine de ces engins furent envoyés au combat lors de la bataille de Normandie en juin 1944. Cependant, leur blindage et leur armement ne faisaient pas le poids face aux blindés alliés, et leur silhouette haute les rendait facilement repérables. En l’espace de quelques jours, tous furent détruits sans obtenir de résultats probants.

#### Chars Hotchkiss
- Char de cavalerie Hotchkiss H39.

Comme les Renault R35, ces chars seront remis en service massivement dans la Wehrmacht sans avoir subi de grosses modifications. Ils seront utilisés contre les partisans.
- Obusier 105 mm leicht Feldhaubitze (FH) 18/40 sur châssis de Hotchkiss H-39.

48 exemplaires fabriqués. L’obusier possède un débattement vertical de -5° à +22°. L’engin emporte 30 coups. Les servants sont à l’abri des éclats d’obus ou des balles dans une casemate fermée des quatre côtés, mais à ciel ouvert comme la plupart des canons automoteurs de l’époque. Ces engins serviront au sein de la 21e Panzerdivision, qui sera la première division blindée engagée dans la bataille de Normandie, en juin 1944. Son matériel, à l’exemple de ses canons automoteurs, est très hétéroclite et ne résistera pas longtemps à la poussée des Alliés. Il semble que, trop lourdement chargé pour son petit châssis, le H-39 était moins apprécié que la Lorraineschlepper.

#### Chars SOMUA
- Char de combat SOMUA S35, désignation allemande : PanzerKampfwagen 35S (f), le S servant à les distinguer des Renault R35.

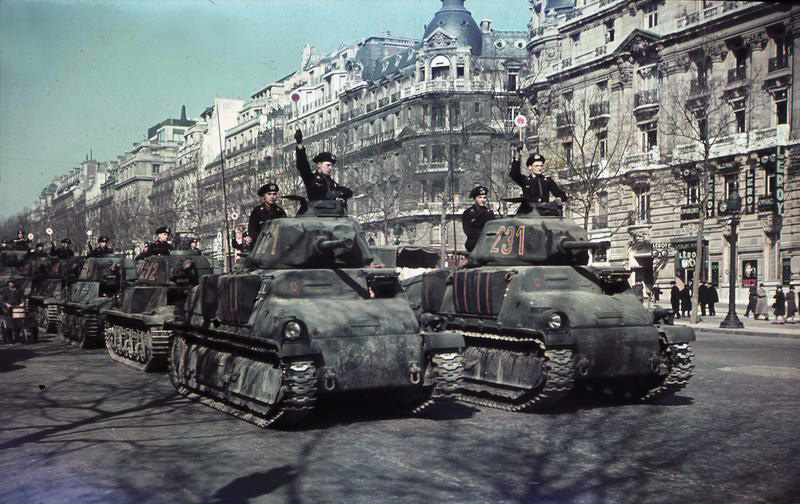
Défilé de chars Somua S35 et Hotchkiss H35 modifiés 39 de la Wehrmacht sur les Champs-Élysées à Paris en 1941.

Lors de son entrée en service, le SOMUA modèle 1935 était le char le plus rapide du monde. Le 11 mai 1940, la première rencontre avec les SOMUA apprend aux Allemands que son canon de 47 mm perce tous les chars allemands à plus de 800 mètres, alors que seul un Panzer IV armé d’un canon de 75 mm, ou un Panzer III à courte distance, peuvent le détruire. Cependant, comme tous les chars français, il était handicapé par sa tourelle monoplace, dans laquelle le chef de char est à la fois chargeur, pointeur et tireur, alors que les Panzer III et Panzer IV possèdent une tourelle à trois hommes. En une vingtaine de jours de combats désespérés, 300 SOMUA sur 400 sont détruits.
En juin 1940, les Allemands ont récupéré nombre de SOMUA endommagés ou sabotés. Plus de 200 chars retournent en usine pour y être réparés, repeints en gris fer et frappés de la croix noire. Le tourelleau bombé du chef de char était remplacé par un tourelleau plat à deux trappes.
Les Allemands envisagent un moment d'intégrer les SOMUA dans les Panzerdivisionnen, car la production des Panzer III était inférieure aux prévisions, mais les équipages refusèrent à cause de la tourelle monoplace. Les SOMUA furent donc affectés à des unités de police, et dispersés dans tous les pays occupés, à l’est comme à l’ouest : en Serbie (1er Abteilung du PanzerRegiment 202), dans les Balkans (Panzer Abteilung 202 et Z.b. V 12), en Crimée (Pz.Abt. 223), en Norvège (Pz.Abt. 211 et 214), en Crète (Pz.Abt. 212), dans les îles Anglo-Normandes occupées (Pz.Abt. 213).
En 1943, paradoxalement, les SOMUA reprennent du service en France en raison de la pénurie de chars de fabrication allemande. Deux unités sont formées en novembre 1943 pour lutter contre les résistants : les Pz. Abt. 205 et 206. Au moment du débarquement de Normandie, une trentaine de SOMUA sont encore en service au sein du Panzer Regiment 100 de la 21. Panzerdivision/neu formée en juillet 1943, pour remplacer la fameuse division de la Deutsches Afrikakorps, détruite en mai 1943 en Tunisie. Enfin, le 6 juin 1944, une unité dotée de Somua, le Pz. Ers. u. Abt. 100, se trouve dans le Cotentin. Toutes ces unités seront jetées dans la bataille de Normandie, sauf le Pz. Abt. 205 qui ne se battra qu'en août 1944, pour la défense de Paris.

#### Char de rupture B1
Certains des chars B1 furent réemployés sans modification. 24 autres virent leur canon de 75 mm de caisse remplacé par un lance-flammes. Quelques-uns furent dotés d’un obusier de 105 mm en 1942, mais ne semblent pas avoir eu de grand succès. Les autres, privés de leur tourelle, furent utilisés dans les écoles de pilotage pour économiser le potentiel des blindés allemands.

#### Automitrailleuse AMD-178
Un certain nombre de Panhard AMD-178 ont été capturés en 1940 par les Allemands après la chute de la France et employés dans la Wehrmacht sous le nom de Panzerspähwagen p. 204 (f) pendant quelques mois après l'armistice de juin ; la production s'est poursuivie au bénéfice de l'Allemagne.

#### Chenillette Lorraine

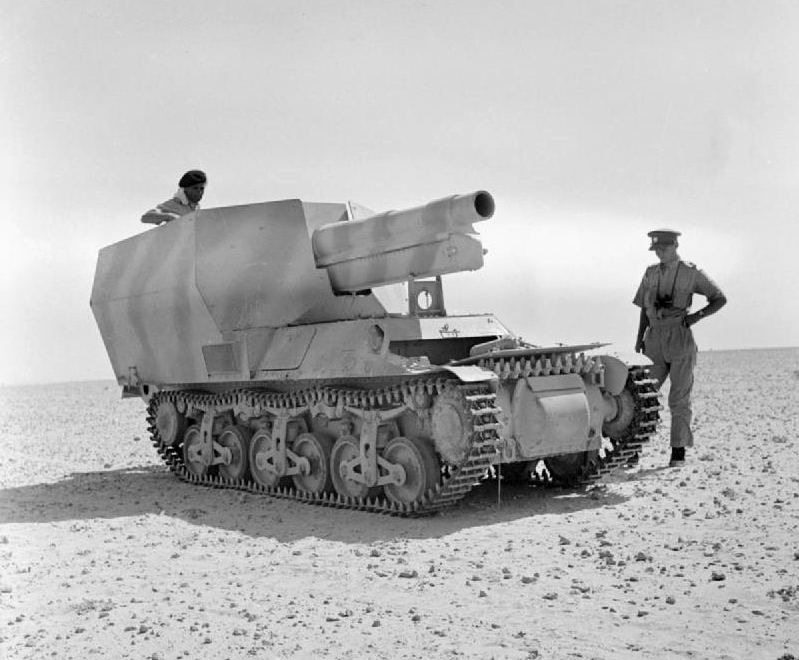
SdKfz 135/1, canon automoteur sur chenillette Lorraine, abandonné par les Allemands près d'El-Alamein en 1942.

- 150 mm Schweres Feldhaubitze (sFH) 13 auf Gw. Lorraine Schlepper.

Cet automoteur d’artillerie fut réalisé par les Allemands en 1941 à partir du châssis de la Lorraine 37L, un tracteur blindé de transport de munitions et de personnel dont un grand nombre fut saisi en 1940. Sa surface plane de chargement se prêtait admirablement à la transformation en affût de canon. Il était armé d’un obusier allemand Krupp de 150 mm datant de la Première Guerre mondiale (1917). L'affût de cette pièce très pesante surchargeait un peu la suspension, avec un poids de 8,3 tonnes, mais les résultats dépassèrent toute attente. Cependant, le recul était si fort qu’il fallait un soc fiché en terre pour l'absorber. Ces engins furent envoyés en Afrique du Nord avec le Deutsches Afrika Korps en 1942. Ils donnèrent de si bons résultats que la décision fut prise de réaliser de nouveaux automoteurs de conception identique, mais cette fois à partir de châssis de chars allemands : le Wespe sur châssis de Panzer II et le Hummel sur châssis de Panzer III et Panzer IV.
- 75 mm PaK L/48 auf Gw. Lorraine Schlepper, ou Marder I (SdKfz 135).

Dérivé du précédent, c'est un chasseur de chars sur châssis de Lorraine 37L réalisé par le Baukommando Becker à 184 exemplaires en 1942-1943, conservant les superstructures de l'obusier automoteur, avec un blindage de 10 mm d’épaisseur. Son armement était le canon PaK 40 de 75 mm, qu'on retrouve sur les Marder II et Marder III Ausf. M, autres types de chasseurs de chars sur châssis respectivement de Panzer II allemand et de Panzerkampfwagen 38(t) tchèque.
Après le débarquement de Normandie en juin 1944, deux unités équipées de Marder I seront engagées. Leur faible blindage ne leur permettra pas de tenir longtemps contre les chars alliés.

### Royaume-Uni
- Char de combat Cruiser Mk. I (A9), désignation allemande : Panzerkampfwagen Mk. IV SdKfz 744 (e). Plusieurs exemplaires capturés après l’évacuation de Dunkerque.
- Char de combat Churchill capturé en Afrique du nord.
- Chenillette transport de troupes Universal Carrier, désignation allemande : chasseur de chars Bren SdKfz 731 (e)
- Char de combat Matilda II également capturé dans le désert d’Afrique du nord[22], désignation allemande : Panzerkampfwagen Mk II SdKfz 748 (e).

### Italie
- Auto-mitrailleuse SPA AB-41, désignation allemande : Panzerspähwagen AB41 SdKfz 201(i)d. 200 véhicules capturés par les Allemands fin 1943[23].

- Char Fiat L6/40.

Lorsque l'Italie signa un armistice séparé avec les Alliés en septembre 1943, quelques-uns de ces chars furent encore utilisés par les Allemands (notamment en Grèce) et par les unités blindées de la République sociale italienne de Benito Mussolini.

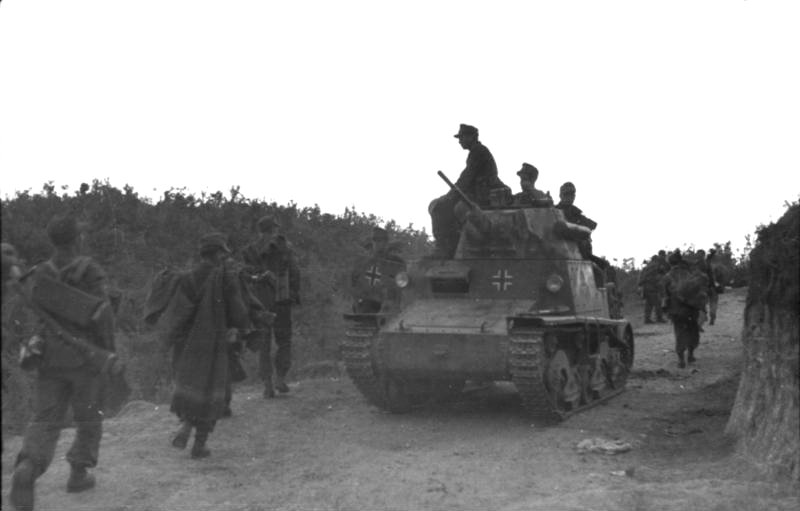
Un char Fiat L6/40 avec marques de nationalité allemandes croise une colonne de fantassins allemands en Albanie occupée, septembre 1943 guerre mondiale.

- char de combat Ansaldo-Fiat M13/40, M14/41, et M15/42.

Après l'armistice de septembre 1943, ces chars servirent encore dans des unités blindées de la République sociale italienne et dans des unités blindées allemandes lors d’opérations contre les partisans en Italie du Nord en 1944-1945.
- Canon automoteur Ansaldo-Fiat Semovente 75/18.

La production des automoteurs 75/18 et 75/34 continua au profit de la Wehrmacht même après l'armistice de septembre 1943 et se poursuivit pendant toute l'année 1944, au nombre de respectivement 55 et 80 exemplaires. Ils ne différaient de leurs prédécesseurs de l'armée italienne que par le camouflage allemand.
- Char Ansaldo P26/40

Deux bataillons de chars P avaient été créés dans les forces italiennes juste avant l’armistice de septembre 1943, mais à cette date un seul exemplaire avait été livré. L’évolution du conflit eut pour conséquence qu'aucun ne combattit sous les couleurs italiennes. Tous les chars produits (101 exemplaires) furent réquisitionnés par les Allemands et utilisés sur la Ligne gothique, y compris une quarantaine de carcasses encore sans moteur qui servirent de fortins après avoir été enterrées.
- Automoteur Ansaldo 105/25 M.43 (it)

Sur les 454 exemplaires commandés par l’armée italienne, seul un petit nombre put être livré aux unités avant l’armistice de septembre 1943. Sur les 12 groupes prévus, seul le 600e Gruppo de la division Ariete II réussit à être opérationnel. Il fut engagé au combat dans les environs de Rome contre les ex-alliés Allemands. Ces derniers s'emparèrent de tout le stock produit (31 exemplaires, moins les quelques-uns mis hors de combat par leurs propres canons antichars près de Rome) et de tous les exemplaires achevés après le 9 septembre chez Ansaldo : 24 en 1943 et 67 en 1944. Ils s'en servirent contre les Alliés en particulier autour de Monte Cassino et sur la Ligne gothique durant l'hiver 1944-1945. Un seul exemplaire demeura en service au sein du groupement blindé « Leoncello » de la République sociale italienne.
Certains châssis inachevés furent convertis en chasseur de chars par les Allemands par montage d’un canon de 75/46 dans une casemate modifiée. En raison de la pénurie de tubes de 75/46, d'autres châssis furent armés de canons de 75/34, initialement destinés au char P40 et à l’automoteur M42. Ces engins avaient des plaques de blindage supplémentaires ajoutées sur les flancs, à l’image des « jupes » des automoteurs allemands Sturmgeschütz III. Ils servirent également à contenir l'avance alliée sur la Ligne gothique.
En fonction de son armement (canon de 75 mm ou de 105 mm), l’automoteur M43 reçut diverses désignations allemandes :
- Sturmgeschütz M43 mit 75/34 ou SdKfz 851(i)
- Sturmgeschütz M43 mit 75/46 ou SdKfz 851(i)
- Sturmgeschütz M43 mit 105/25 ou SdKfz 851(i)

Il était donc considéré comme l’équivalent du Sturmgeschütz III, automoteur d’artillerie à casemate entièrement blindée, basé sur le châssis du char Panzer III.

### URSS
- Char léger T-50
- Char léger T-60

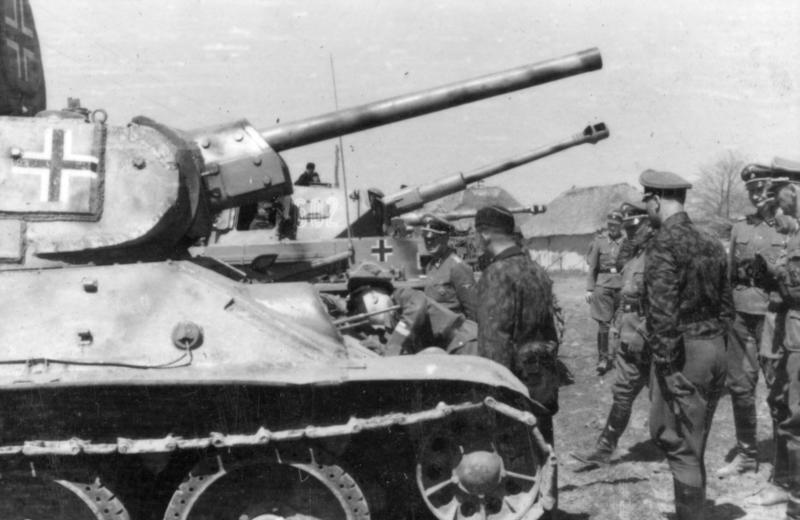
Himmler inspectant un T-34 capturé et réutilisé par la 2e division SS Das Reich sur le front russe en avril 1943.

- Char lourd T-35, désignation allemande : Panzerkampfwagen 751 (r).
- Char de combat T-34, désignation allemande : Panzerkampfwagen 747(r).

Plusieurs centaines de T-34 furent capturés intacts par les forces allemandes durant les grandes batailles d’encerclements des premiers mois de l'opération Barbarossa. Le T-34, sans modification, fut utilisé comme char de combat ou d’entraînement. D’autres châssis furent modifiés en tracteur, en char de dépannage (Bergepanzer), en char anti-aérien avec un Flakvierling quadruple de 20 mm, et un char sans tourelle fut même converti en char sanitaire. Les unités les plus prestigieuses utilisèrent en opérations et avec des succès notoires les chars "bolchevik".
- Char lourd KV-1, désignation allemande : (Sturm)Panzerkampfwagen 756 (r)
- Char lourd KV-2, désignation allemande : (Sturm)Panzerkampfwagen 754 (r)

Le KV-2 est une déclinaison du KV-1 équipée d’un obusier de 152 mm qui fait de lui une casemate ambulante dont le rôle relève plus du soutien d’infanterie que du char de combat. Construit dans les usines de Leningrad, sa production sera arrêtée en 1941. C’est dans le secteur du Groupe d'armées Nord à proximité des usines de fabrication que les Allemands devront livrer combat contre ce monstre. Tombé en nombre important entre les mains des Allemands, il est tout d’abord présenté dans les défilés puis intégré dans les unités de la Wehrmacht. Conservant ses caractéristiques propres, la modification la plus visible sera l’adjonction en tourelle d’une coupole d’observation de Panzer III à l’usage du chef de char. Sur certains modèles, un panier sera installé à l’arrière de la caisse en vue d’un emport complémentaire en munitions. Il sera utilisé dans des missions d’instruction, de maintien de l’ordre et de combat en soutien d’infanterie.
- Canon d’assaut Su-85
- Char lourd Joseph Staline JS-2, capturé début mars 1945 pendant l’opération Sonnenwende.
- Blindé de reconnaissance BA-10, désignation allemande : Panzerspähwagen Ba 10 PzKfw 203 (r). Il sera employé pour la lutte contre les partisans dans les Balkans et en Union Soviétique.
- Tracteur d'artillerie Komintern, désignation allemande : Artillerie-Schlepper SdKfz 604(r).

### États-Unis
- Half-track M3. Désignation allemande : Spähpanzer, ou "voiture d'observation blindée". Nombreux exemplaires capturés en Afrique du nord en 1942, puis en Italie à partir de 1943 et sur le front occidental en 1944-1945.
- Char de combat M4 Sherman, désignation allemande : Panzerkampfwagen M4 SdKfz 748 (a).

Durant la bataille des Ardennes (opération Wacht am Rhein) en janvier 1945, les Allemands détruisirent énormément de Sherman, et parvinrent à plusieurs reprises à en capturer intacts. Ils les réutilisèrent immédiatement contre les Américains, comme ils avaient fait avec les chars britanniques en Afrique du Nord. Les Sherman capturés ne subirent aucune modification de leurs caractéristiques, mais furent couverts de croix noires de grandes dimensions (sur la tourelle, les flancs, et même l’avant de la caisse, ce qui ne se faisait pas sur les chars allemands) pour éviter les méprises de l’artillerie et des unités anti-chars allemandes.